# Braun Dezső
Braun Dezső (Temesvár, 1894. április 27. – Temesvár, 1940. február 15.) magyar karmester, zenekritikus és zenetörténész.

## Életútja
Szülővárosában végzett középiskolai tanulmányai után bankhivatalnok Temesvárott; 1924-től a székesegyház másod-, 1930-tól haláláig főkarnagya. 1928-ban a Temesvári Dalkör karmesterévé választották. Felelős szerkesztője és zenekritikusa a Temesvári Hírlapnak (1923-39), belső munkatársa a Képes Futárnak. Tanulmányait, cikkeit, kritikáit az Esti Lloyd, Friss Újság, Komédia, Katolikus Egyházi Zeneközlöny, Színházi Újság is közölte. Könyveiben, cikkeiben megírta a Temesvári Dalkör ötvenéves, a Temesvári Filharmónia hatvanéves történetét, a Bánság zenei életének fejlődését a századfordulóig. Munkái: Járosy Dezső élete és működése (Temesvár, 1932); Bánsági rapszódia (Történeti képek a Bánság zenei és színpadi múltjából, Temesvár, 1937).